# Glykämische Last
Die Glykämische Last (Abkürzung GL, englisch glycemic load, Formelzeichen {\displaystyle n_{\mathrm {GL} }}) stellt eine Erweiterung des Glykämischen Indexes (teilweise auch Glyx genannt) dar.

## Glykämischer Index
Der Glykämische Index (kurz GI) gibt Informationen über die Auswirkungen von Nahrungsmitteln auf den Blutzuckerspiegel des Menschen. Ermittelt wird der Glykämische Index eines Nahrungsmittels, indem die Blutzuckerreaktion auf die Einnahme von 50 g Kohlenhydraten in Form dieses Nahrungsmittels bestimmt wird im Vergleich zur Einnahme von 50 g reiner Glucose (Traubenzucker).
Die Schwierigkeit besteht darin, dass hier nicht die Reaktion auf 50 g eines Lebensmittels gemessen wird, sondern auf 50 g Kohlenhydrate in diesem Lebensmittel. Eine Umrechnung auf eine definierte Gewichtsmenge des Lebensmittels ist ohne die Kenntnis des Kohlenhydratanteils nicht möglich; dieser kann dem Standardwerk der Lebensmittelanalytik Souci-Fachmann-Kraut entnommen werden. Im Alltag ist der Wert des glykämischen Indexes oft wenig hilfreich – außer für Menschen mit Diabetes mellitus, die ihre Insulindosierung den zu verzehrenden Nahrungskohlenhydraten anpassen müssen. Nach Meinung der Kritiker muss neben dem Glykämischen Index auch die Gesamtmenge der aufgenommenen Kohlenhydrate beachtet werden.

## Vergleich von Möhren (Karotten) und Baguette
Beispiel
Der Glykämische Index {\displaystyle n_{\mathrm {GI} }} von gekochten Möhren liegt bei etwa 70. Da Möhren eine geringe Kohlenhydratdichte {\displaystyle \rho _{\mathrm {KH} }} besitzen (7,1 g Kohlenhydrat pro 100 g Möhren), müssen rund 700 Gramm Möhren eingenommen werden, um 50 g Kohlenhydrat zuzuführen.
Anders bei Nahrungsmitteln mit hoher Kohlenhydratdichte. Baguette hat ebenfalls einen Glykämischen Index von 70. 100 Gramm Baguette liefern aber 48 Gramm Kohlenhydrat (Kohlenhydratdichte 48 g Kohlenhydrat pro 100 g Baguette). Es genügt daher die Einnahme von 104 g Baguette, um 50 g Kohlenhydrat zuzuführen.
Ausgehend von einem Glykämischen Index von 70 von Baguettebrot wie von gekochten Möhren lautet die rechnerisch korrekte Aussage:
„Der Verzehr von 104 g Baguette hat quantitativ den gleichen Blutzuckereffekt wie der Verzehr von 700 g gekochten Möhren.“

## Die Glykämische Last
Unter Berücksichtigung des Glykämischen Index' {\displaystyle n_{\mathrm {GI} }} ergibt sich aufgrund der Kohlenhydratmenge die so genannte Glykämische Last {\displaystyle n_{\mathrm {GL} }}. Sie berücksichtigt zum jeweiligen GI-Wert auch die Kohlenhydratdichte {\displaystyle \rho _{\mathrm {KH} }} der einzelnen Lebensmittel:
{\displaystyle n_{\mathrm {GL} }=n_{\mathrm {GI} }\cdot \rho _{KH}}
Beispiel
Für gekochte Möhren gilt:
{\displaystyle n_{\text{GL, Möhren}}=n_{\mathrm {GI} }\cdot \rho _{\mathrm {KH} }=70\cdot {\frac {7{,}1\,\mathrm {g} }{100\,\mathrm {g} }}\approx 5{,}0}
Für Baguette gilt:
{\displaystyle n_{\text{GL, Baguette}}=n_{\mathrm {GI} }\cdot \rho _{\mathrm {KH} }=70\cdot {\frac {48\,\mathrm {g} }{100\,\mathrm {g} }}\approx 33{,}6}
FazitDie glykämische Last von 100 g Baguette (entsprechend 48 g Kohlenhydrat) ist (bei gleichem Glykämischen Index) mehr als sechseinhalb mal so groß wie die von 100 g gekochten Möhren (entsprechend 7,1 g Kohlenhydrat).
Bei Vergleichen ist darauf zu achten,
- dass Lebensmittel unterschiedliche Zusammensetzung aufweisen können und diese nicht unbedingt einem „Standardwert“ oder Mittelwert gleichen muss, Tabellenwerte sind daher nur Richtwerte,
- dass unterschiedliche Erhitzungsverfahren den Wassergehalt beeinflussen, beispielsweise Kochen schwimmend in Wasser oder gelagert in Dampf im Vergleich zu Grillen oder Garen im Mikrowellenherd. Steigt durch den Kochvorgang der Wassergehalt, so sinkt automatisch der anteilmäßige Gehalt anderer Inhaltsstoffe. Der Ausdruck „gekochte Möhren“ ohne Angabe der Zubereitungsart ist daher relativ ungenau und birgt die Gefahr der Fehlinterpretation der Messwerte durch Laien.

## Glucoseäquivalenz
Die Glykämische Last ist das Maß der Glucoseäquivalenz (biologische Äquivalenz, nach Hellmut Otto 1973).
Beispiel
100 Gramm eines Lebensmittels mit einer Glykämischen Last von 34 (Baguette) bewirken denselben Blutzuckeranstieg wie 34 g reine Glucose (Traubenzucker).
Die glykämische Last ist auch ein Maß des Insulinbedarfs einer definierten Lebensmittelmenge, da die Insulinausschüttung der gesunden Bauchspeicheldrüse quantitativ von der ins Blut übertretenden Glukosemenge bestimmt wird.

## Variablen des Glykämischen Index und der Glykämische Last
Die tatsächliche Blutzuckerwirkung hängt – außer von der Art der Kohlenhydrate (Stärke, Glukose, Saccharose, Laktose, Maltose), die das Lebensmittel enthält – von der Zubereitung (ob roh oder gekocht, flüssig oder fest) ab und davon, welche anderen Lebensmittel in Kombination verzehrt werden. Bei einigen Lebensmitteln sind blutzuckersenkende Wirkungen bekannt (zum Beispiel Kleie, Grapefruit, Zimt). Ballaststoffe führen zu einer längeren Verweildauer der Nahrung in Magen und Darm und verlangsamen die Kohlenhydrataufnahme. Die Wirkung des Fettgehalts der Mahlzeit auf den Blutzuckereffekt spielt ebenfalls eine bedeutende Rolle. Die Effizienz der Kohlenhydratverdauung des menschlichen Magen-Darm-Traktes variiert zwischen Einzelpersonen beträchtlich (und die daraus sich ergebende zeitliche und mengenmäßige Glukoseaufnahme aus der Nahrung in den Blutkreislauf) – der Variationskoeffizient der Blutzuckerwirkung beträgt bei identischen Testmahlzeiten ca. 74 %. Bei ein und derselben Person variiert die Blutzuckerwirkung bei wiederholter Zufuhr identischer Mahlzeiten an verschiedenen Tage dagegen kaum nennenswert; der Variationskoeffizient beträgt nur ca. 26 %.

## Nutzung der GL
Lebensmittel mit einer niedrigen Glykämischen Last (GL) werden verwendet, um den Blutzucker- und damit den Insulinspiegel auf einem niedrigen und gleichmäßigen Niveau zu halten. Verwendung findet die GL in folgenden Diäten:
- Montignac-Methode
- Glyx-Diät
- Logi-Methode
- Metabolic-Balance
- Walleczek-Methode
- Sears-Diät oder auch Zone Diet